# Макија Албанезе (Козенца)
Макија Албанезе је насеље у Италији у округу Козенца, региону Калабрија.
Према процени из 2011. у насељу је живело 283 становника. Насеље се налази на надморској висини од 413 м.